# Halo (zjawisko optyczne)

(1) halo 22°, (2) słońce poboczne, (3) słup słoneczny, (4) krąg parheliczny, (5) łuk okołozenitalny, (6) łuk styczny i halo opisane, (7) halo 46°, (8) podsłońce.

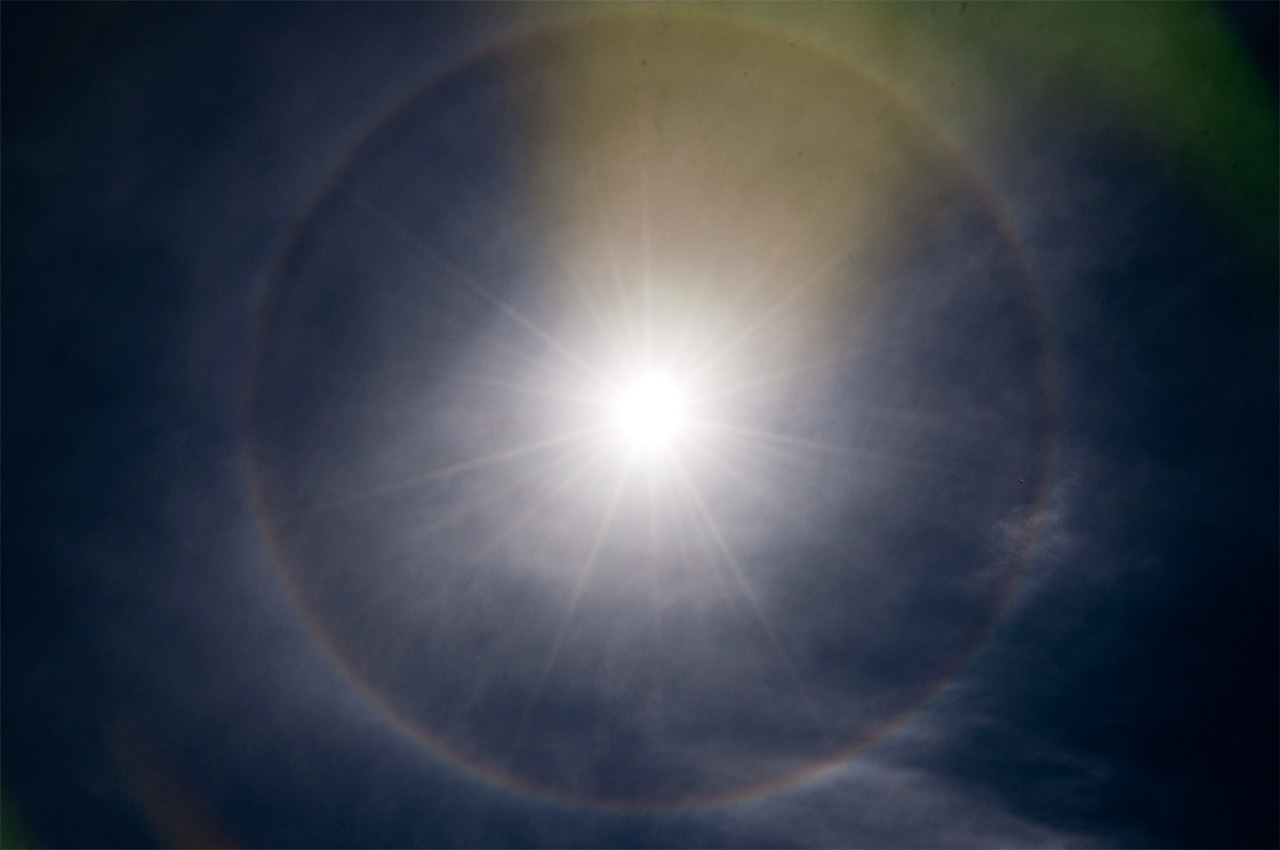
Halo 22°, indyjskie Himalaje

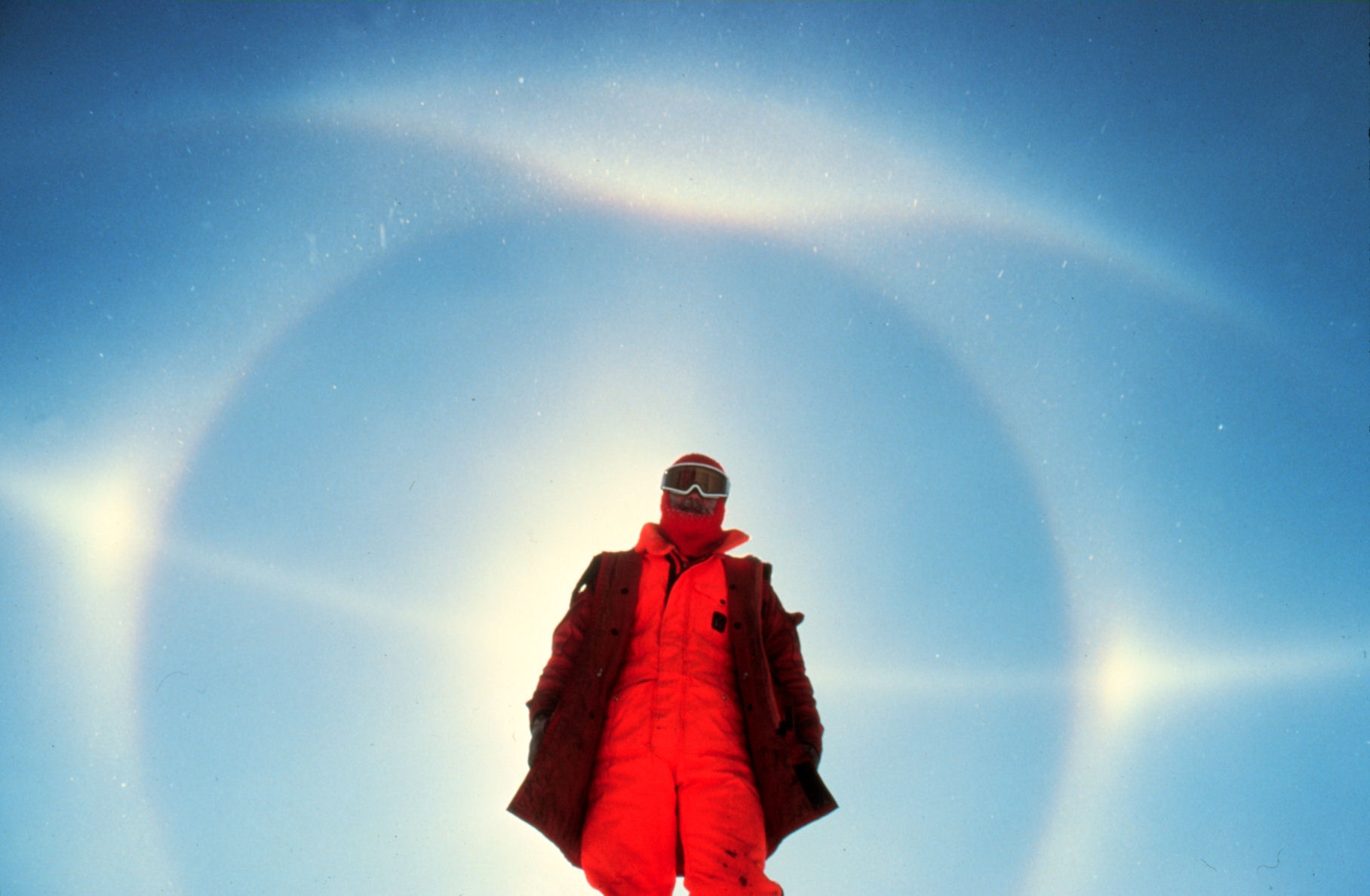
Złożone zjawisko optyczne: małe halo wokół słońca, słońca poboczne (parheliony), górny łuk styczny oraz krąg parheliczny. Zdjęcie wykonano na biegunie południowym.

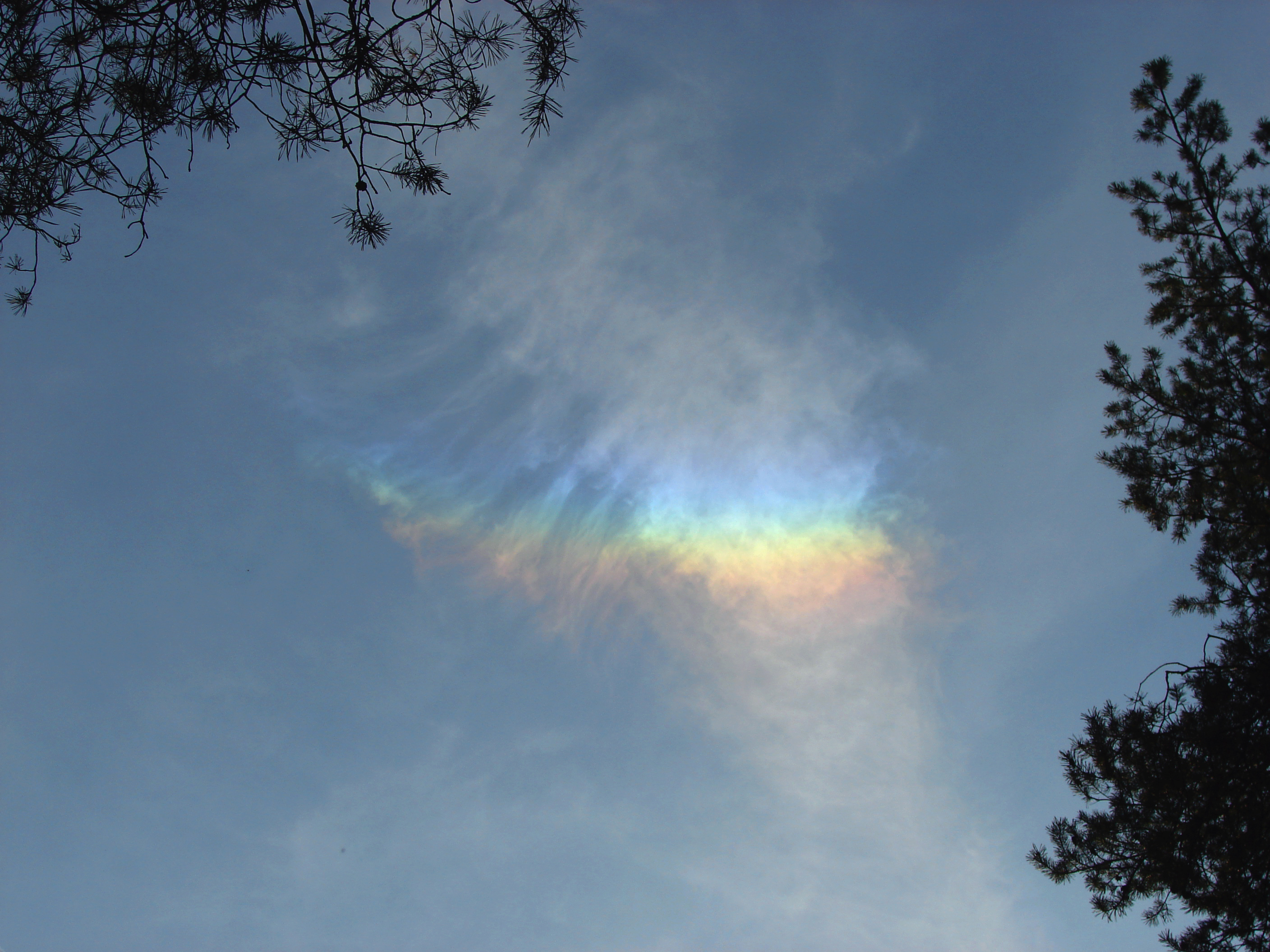
Halo (łuk okołozenitalny) powstałe na chmurze cirrocumulus

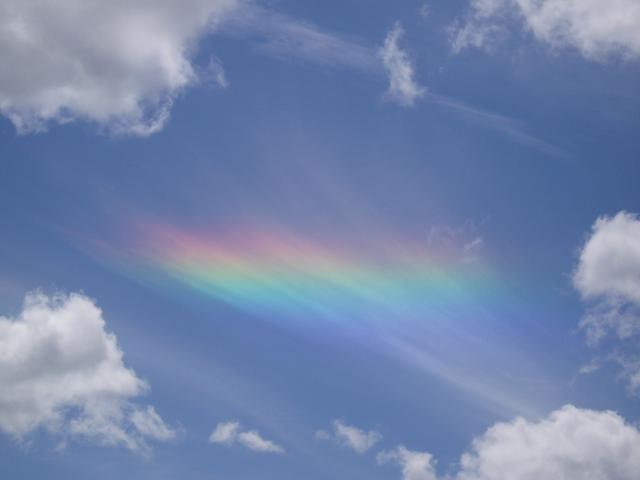
Łuk okołohoryzontalny

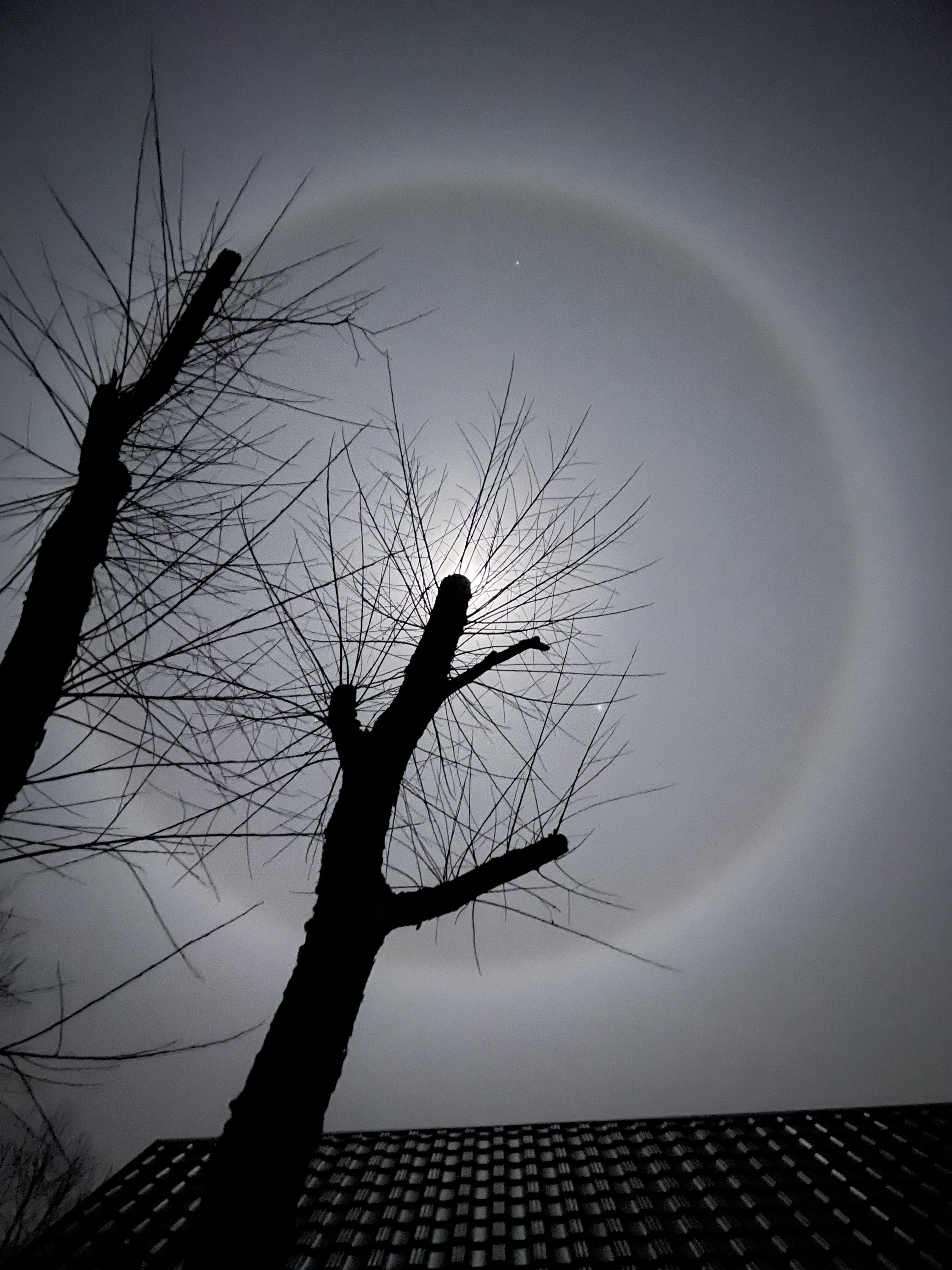
Zjawisko halo 22° wokół księżyca. Gorce, Szczawa 2025

Halo (gr. hálos, „tarcza słoneczna”) – zjawisko optyczne zachodzące w atmosferze ziemskiej obserwowane wokół tarczy słonecznej lub księżycowej, jest fotometeorem. Jest to świetlisty, biały lub zawierający kolory tęczy (wewnątrz czerwony, fioletowy na zewnątrz), pierścień widoczny wokół słońca lub księżyca. Zjawisko wywołane jest załamaniem światła na kryształach lodu i odbiciem wewnątrz kryształów lodu znajdujących się w chmurach pierzastych piętra wysokiego (cirrostratus) lub we mgle lodowej. Różne rodzaje kryształów lodowych, możliwych ustawień w powietrzu i dróg optycznych w kryształach sprawia, że występuje wiele efektów halo.
Najczęściej występuje tzw. małe halo o rozmiarze kątowym 22°, powstające przez załamanie na powierzchniach kryształów o kącie łamiącym 60°. W atmosferze polarnej lub w przypadku atmosfer planetarnych możliwe są okręgi halo o innych promieniach, jeżeli kryształy lodu mają kształt inny niż sześciokątne kolumny lub płytki (np. sześciany). Rzadziej widoczne bywa duże halo o rozmiarze kątowym 46°, powstające podczas załamania światła na krawędziach kryształów do siebie prostopadłych (kryształy lodu mają budowę graniastosłupa prostego o podstawie sześciokątnej).
Wielkość halo określa się na podstawie rozmiarów kątowych. W zależności od punktu obserwacji efekt halo tworzą różne, tego samego kształtu, kryształy w chmurze, oświetlone w ten sam sposób. Do zjawiska nie sposób się zbliżyć, bo jest ono specyficznym obrazem Księżyca lub Słońca. Pozorna odległość do halo wynosi więc odpowiednio: ok. 400 000 km albo ok. 150 mln km. Natomiast zasięg widoczności halo określony jest przez rozmiar chmury, na której rozprasza się światło.
| Numer | Symbol                      | Opis                                                   |
| ----- | --------------------------- | ------------------------------------------------------ |
| 1     | halo 22°                    | (małe halo) krąg na niebie o promieniu kątowym 22°     |
| 2     | słońce poboczne (parhelion) | jasne obszary na przecięciu kręgu parhelicznego i halo |
| 3     | słup słoneczny              | pionowy słup powyżej i poniżej Słońca                  |
| 4     | krąg parheliczny            | poziomy krąg przechodzący przez Słońce                 |
| 5     | łuk okołozenitalny          | tęczowy łuk ponad Słońcem wokół zenitu                 |
| 6     | łuk styczny i halo opisane  | łuki na zewnątrz halo z boku i na górze                |
| 7     | halo 46°                    | (wielkie halo) koło o promieniu 46°                    |
| 8     | podsłońce                   | jasne miejsce poniżej horyzontu                        |

Halo jest często obserwowane w niewielkiej odległości kątowej od Słońca i podczas takich obserwacji należy chronić oczy przed bezpośrednio padającym światłem Słońca – ze względu na ryzyko trwałego upośledzenia wzroku. Światło Słońca padające bezpośrednio przez dłuższy czas na elementy światłoczułe aparatu fotograficznego lub kamery może je uszkodzić, dlatego podczas fotografowania zjawiska tarczę słoneczną powinno się zasłaniać.
| Halo słoneczne  |
| Halo księżycowe |